# Ferocactus pottsii
Ferocactus  pottsii es una especie de planta de la familia de las cactáceas. Es originaria de México.

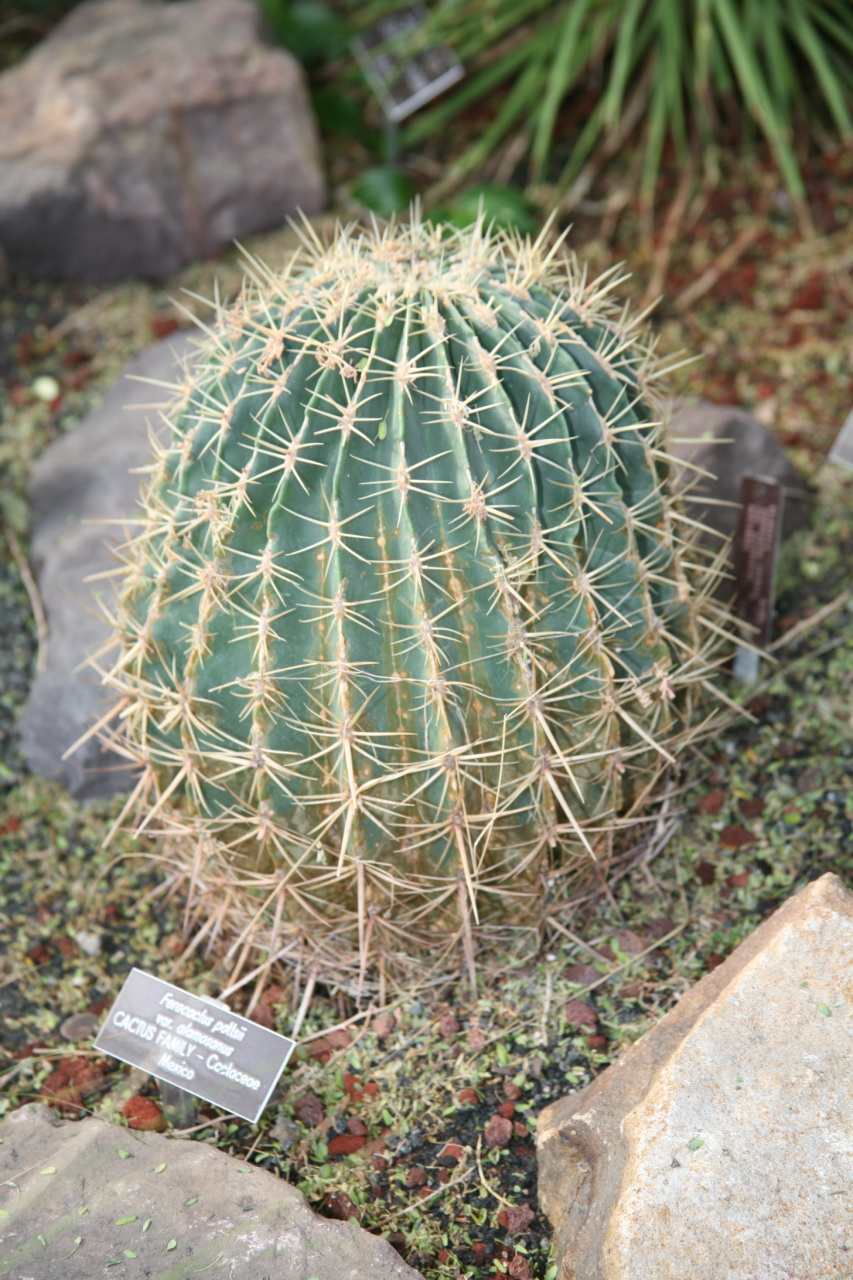
Vista de la planta

## Descripción
Se trata de una planta que crece individualmente con el tallo esférico a corto cilíndrico, glauco y con 50 cm de diámetro y  100 cm de altura. Tiene 13-25 costillas romas. Las espinas son rectas y de color gris. La única espina central de hasta 7,5 cm de largo. Los tres a ocho espinas radiales tienen una longitud de hasta 4,5 centímetros. Las flores en forma de copa, de color amarillo  crecen hasta una longitud de  4,5 centímetros y tienen un diámetro de 3.5 cm. El fruto de 4 cm de largo, es esférico y de color amarillo.

## Distribución
Ferocactus pottsii se encuentra en México los estados de Chihuahua, Sonora y Sinaloa.

## Taxonomía
Ferocactus  pottsii fue descrita por (Salm-Dyck) Backeb. y publicado en Die Cactaceae 5: 2738, en el año 1961.
Etimología
Ferocactus: nombre genérico que deriva del adjetivo latíno "ferus" = "salvaje" , "indómito" y "cactus", para referirse a las fuertes espinas de algunas especies.
pottsii epíteto
Sinonimia
- Ferocactus guirecobensis
- Echinocactus pottsii Salm-Dyck	[2][3][4]